# Rafa Barbosa
Rafa Barbosa, nome artístico de Rafael Augusto de Lima Barbosa, nascido em Belo Horizonte em 2 de setembro de 1991, é compositor, cantor e guitarrista brasileiro.

## História
Iniciou sua jornada musical aos 11 anos de idade, guiado por seu tio no universo do violão, Rafa rapidamente expandiu suas preferências musicais, inicialmente centradas no rock, para abranger diversas experiências, inclusive sua atuação na igreja durante a adolescência e início da vida adulta. A virada crucial em sua carreira ocorreu em 2013, aos 22 anos, quando deu os primeiros passos na banda BlackSô. Esse projeto modesto, inicialmente focado em Soul e R&B, representou não apenas uma mudança significativa em sua identidade artística, mas também marcou o início do diálogo entre seu eu-artístico e seu eu-negro. Essa experiência simples, mas simbolicamente rica, desencadeou uma série de encontros musicais que levaram a autodescobertas cada vez mais profundas.
Atualmente Rafa é membro da banda Osala, um coletivo exclusivamente formado por integrantes negros, que traz em seu repertório as riquezas das afro-brasilidades, Afrobeat e Afropop.